# Nephrotoma vittula
Nephrotoma vittula är en tvåvingeart som först beskrevs av Friedrich Hermann Loew 1864.  Nephrotoma vittula ingår i släktet Nephrotoma och familjen storharkrankar. Inga underarter finns listade i Catalogue of Life.